# Thorsten Dominik
Thorsten Dominik (* 15. August 1977) ist ein deutscher Ringer.
Der 1,70 Meter große Kontrolleur begann in seiner Kindheit mit dem Ringen. Seine bisherigen Trainer waren Gerhard Weissenberger und Alexander Leipold. Er ringt beim Bundesligisten RWG Mömbris-Königshofen im freien Stil.

## Internationale Teilnahmen
1998 nahm Thorsten Dominik an einem Testturnier der FILA in Leipzig teil (Kategorie unter 58 kg). Nach einem Sieg in der 1. Runde gegen Octavian Cuciuc aus Moldawien (3:2) verlor er gegen den späteren Dritten Anatoli Guidea, Moldawien, mit 0:4 deutlich. In der dritten Runde besiegte er Aleksey Abibok aus Litauen klar nach Punkten mit 10:1. Dieser Punktsieg bedeutete seinen fünften Turniergegenpunkt, so dass er am Ende 7. von 12 Ringern wurde.
2004 endlich kam Thorsten Dominik wieder international zum Einsatz: Bei den Europameisterschaften in Ankara (Kategorie unter 60 kg) wurde Thorsten Dominik jedoch mit dem 14. Platz nur Vorletzter, nachdem er Niederlagen gegen Sevak Bagdhyan aus Armenien und den späteren Silbermedaillengewinner Alan Dudaew aus Russland (nach 5:01 Minuten beim Stand von 1:11 abgebrochen) einstecken musste.

## Nationale Erfolge
- 2004 Deutscher Meister im Bantamgewicht (Freistil) vor Stephan Spengler, 1. Luckenwalder SC und Mario Koch, TuS Jena.

| Personendaten    | Personendaten     |
| ---------------- | ----------------- |
| NAME             | Dominik, Thorsten |
| KURZBESCHREIBUNG | deutscher Ringer  |
| GEBURTSDATUM     | 15. August 1977   |